# Дуронґ
Дуронґ (пол. Durąg, нім. Döhringen) — село в Польщі, у гміні Оструда Острудського повіту Вармінсько-Мазурського воєводства.
Населення — 333 особи (2011).
У 1975-1998 роках село належало до Ольштинського воєводства.

## Демографія
Демографічна структура станом на 31 березня 2011 року:
|          | Загалом | Допрацездатний вік | Працездатний вік | Постпрацездатний вік |
| -------- | ------- | ------------------ | ---------------- | -------------------- |
| Чоловіки | 174     | 35                 | 130              | 9                    |
| Жінки    | 159     | 37                 | 94               | 28                   |
| Разом    | 333     | 72                 | 224              | 37                   |